# 2 Brygada Strzelców (PSZ)
2 Brygada Strzelców – brygada piechoty Polskich Sił Zbrojnych.

## Historia brygady
2 Brygada Strzelców została sformowana na podstawie rozkazu Naczelnego Wodza z 5 lipca 1940 w Douglas, w Szkocji, pod dowództwem gen. bryg. Rudolfa Dreszera.
Struktura  brygady została opracowana na podstawie  doświadczeń wojennych. Miała być jednostką ruchliwą, przystosowaną do działań manewrowych, zmotoryzowaną, dysponującą dużą siła ognia (batalion czołgów i artyleria wsparcia).
Na podstawie rozkazu L.dz. 798/Tjn./O.I.Og.Org./40 Naczelnego Wodza i Ministra Spraw Wojskowych z 13 listopada 1940 przeprowadzono następujące zmiany organizacyjne niektórych jednostek wojska:
- 1 batalion strzelców został przeniesiony z 1 Brygady Strzelców do 2 Brygady Strzelców i przemianowany na batalion im. 14 pułku Ułanów Jazłowieckich,
- 6 batalion strzelców (podhalańskich) został przeniesiony z 2 Brygady Strzelców do 1 Brygady Strzelców i przemianowany na 1 batalion strzelców podhalańskich,
- 2 Brygada Strzelców została przemianowana na 10 Brygadę Kawalerii Pancernej,
- 2 oddział rozpoznawczy na 10 oddział rozpoznawczy,
- 4 batalion strzelców na 10 pułk strzelców konnych,
- 5 batalion strzelców na 24 pułk ułanów,
- 2 dywizjon artylerii lekkiej na 16 dywizjon artylerii motorowej,
- 2 samodzielny batalion czołgów na 10 samodzielny batalion czołgów,
- 2 bateria artylerii przeciwlotniczej na 10 baterię artylerii przeciwlotniczej,
- 2 kompania przeciwpancerna na 10 kompanię przeciwpancerną,
- 2 kompania łączności na 10 szwadron łączności,
- 2 samodzielna kompania saperów na 10 samodzielną kompanię saperów,
- 2 park uzbrojenia na 10 park uzbrojenia,
- 2 kompania sanitarna na 10 kompanię sanitarną,
- 2 park Intendentury na 10 park Intendentury,
- 2 park samochodowy na 10 park samochodowy,
- 2 kolumna samochodowa 10 kolumnę samochodową,
- 2 pluton żandarmerii 10 pluton żandarmerii,
- 2 sąd polowy na 10 sąd polowy[3].

## Etat brygady
- Kwatera Główna 2 Brygady Strzelców
- 2 oddział rozpoznawczy
- 4 batalion strzelców
- 5 batalion strzelców
- 6 batalion strzelców
- 2 kompania przeciwpancerna
- 2 dywizjon artylerii lekkiej a. 3 baterie a. 4 działa
- 2 samodzielny batalion czołgów
- 2 bateria artylerii przeciwlotniczej (6 armat 40 mm i 6 przeciwlotniczych karabinów maszynowych)
- 2 samodzielna kompania saperów
- 2 kompania Łączności
- 2 park uzbrojenia
- 2 kompania sanitarna
- 2 park Intendentury
- 2 park samochodowy
- 2 kolumna samochodowa
- 2 pluton żandarmerii
- 2 sąd polowy

Organizacja batalionu strzelców
- dowództwo batalionu
- pluton łączności
- drużyna rozpoznawcza
- 3 x  kompania strzelców
  - poczet dowódcy
  - 3x pluton strzelców
  - sekcja moździerzy 2-calowych
- kompania ckm i broni towarzyszącej
- pluton przeciwpancerny a. 4 działka
- pluton przeciwlotniczy a. 4 lkm
- tabor baonu

Oddział rozpoznawczy składał się z dowództwa oraz czterech plutonów: motocyklowego, ckm, przeciwpancernego i czołgów.
Brygada powinna liczyć 5743 żołnierzy, w tym 419 oficerów i  978 podoficerów. Tak duży skład procentowy kadry podyktowany był wysokimi nadwyżkami oficerów i dużymi trudnościami prowadzenia poboru w Wielkiej Brytanii i w Kanadzie.